# De Kalb, Texas
De Kalb là một thành phố thuộc quận Bowie, tiểu bang Texas, Hoa Kỳ. Năm 2010, dân số của xã này là 1699 người.

## Dân số
- Dân số năm 2000: 1769 người.
- Dân số năm 2010: 1699 người.